# Косьцинский, Эдвард
Эдвард Косьцинский (пол. Edward Kościński) — подполковник пехоты Войска Польского.

## Биография
Эдвард Косьцинский родился 7 сентября 1893 года в Бжозувe. Получил начальное образование в городе Санок. Окончил учительскую семинарию в городе Рудник-над-Санем. После начала Первой мировой войны призван в армию Австро-Венгрии. После войны вступил в 3-й полк польских стрелков им. Генрика Домбровского в составе 5-й дивизии польских стрелков, где стал командиром 2-го батальона. В январе 1920 года дивизия капитулировала на станции Клюквенная. Добрался до Иркутска, откуда в составе около тысячи солдат 5-й дивизии отправился в Харбин, после чего в порт Далянь, где погрузившись на судно «Ярославль» отправился в Польшу. Прибыл в порт города Гданьск в июле 1920 года.
После возвращения в Польшу вступил в Войско Польское. В составе 101-го пехотного полка отправился на фронт во время советско-польской войны. В 1923 году перешел в состав 74-го пехотного полка города Люблинец. В январе 1924 года назначен на должность учебного офицера в районную комендатуру Люблинеца. С января 1925 года назначен командиром роты в 74-м пехотном полку. С 1939 года служил в 86-м пехотном полку города Молодечно, где занимал должность заместителя командира полка.
После начала Второй мировой войны, в сентября 1939 года командовал 206-м полком пехоты и участвовал в обороне Львова. После капитуляции попал в советский плен и был доставлен в лагерь города Старобельск. Весной 1940 года был убит в плену и похоронен в Пятихатки. 17 июня 2000 года перезахоронен на кладбище жертв тоталитаризма в Харькове.

## Награды
- Крест Независимости[5][6]
- Крест Храбрых
- Золотой Крест Заслуги[7]
- Медаль «Участнику войны. 1918—1921»
- Медаль «10-летие обретения независимости»